# Wilhelm Sprott

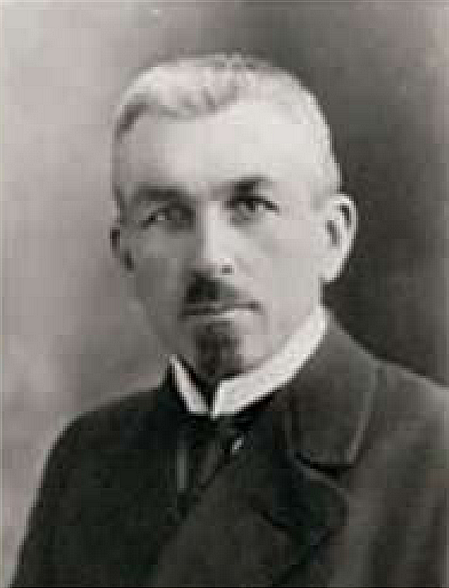
Wilhelm Sprott

Wilhelm Sprott (* 18. August 1883 im Gutsbezirk Cunrau; Salzwedel; † 1. Februar 1953 in Laboe) war ein Bürgervorsteher in Laboe. Er ist Ehrenbürger dieses Ortes und nach ihm wurde eine Straße benannt.

## Lebenslauf
Nach seiner Militärzeit bei der Marine kam er noch vor 1914 nach Laboe.
Sprott wurde Mitglied der SPD und war bei der Novemberrevolution 1918 in führender Position in Laboe. Die Gemeinde Laboe stellte ihn am 1. April 1919 ein und bestellte ihn bereits zum 10. September 1919 zum stellvertretenden Gemeindevorsteher.
Am 21. Mai 1924 wurde Sprott zum hauptamtlichen Gemeindevorsteher gewählt. Bis 1933 war er maßgeblich an den kommunalpolitischen Entscheidungen beteiligt. Unter anderem seinem Mitwirken ist zu verdanken, dass das Marine-Ehrenmal in Laboe errichtet wurde.
Aus politischen Gründen wurde Wilhelm Sprott am 24. Juli 1934 von der Gemeinde Laboe entlassen.
Die britische Militärregierung setzte ihn von 1945 bis 1946 als Beigeordneten des kommissarischen Bürgermeisters ein. Am 27. Februar 1946 wurde Sprott zum ehrenamtlichen Bürgermeister in Laboe gewählt. Nach Inkraftsetzung des neuen Kommunalwahlrechtes wurde er am 15. April 1950 zum ersten Bürgervorsteher in Laboe gewählt.
Aus gesundheitlichen Gründen schied Wilhelm Sprott am 19. Mai 1951 als Bürgervorsteher aus und legte am 21. November 1952 alle seine Ehrenämter ab.

## Ehrungen
Die Gemeindevertretung Laboe wählte Wilhelm Sprott am 1. Dezember 1952 zum Ehrenbürger.
Die „Lange Straße“ in Laboe wurde nach seinem Tode in „Wilhelm-Sprott-Straße“ umbenannt.